# نوسجة مغمدة
النوسجة المغمدة أو هيستوبلازما کابسیولاتم (باللاتينية: Histoplasma capsulatum) هي فطر ينتمي لجنس النوسجات. تنتشر في أوهايو وحوض نهر الميسيسيبي. اكتشفها صامويل تايلور دارلنغ عام 1906.

## أسماء مرادفة
من الأسماء العلمية المرادفة:
- الكروانية السجقية (Coccidioides farciminosa)
- المستخفية الممحفظة (Cryptococcus capsulatus)
- المستخفية السجقية (Cryptococcus farciminosus)
- الفطريات الداخلية السجقية (Endomyces farciminosus)
- الغروبيلا السجقية (Grubyella farcinimosa)
- النوسجة المغمدة ضرب المغمدة (Histoplasma capsulatum var. capsulatum)
- النوسجة المغمدة ضرب السجقية (Histoplasma capsulatum var. farciminosum)
- النوسجة السجقية (Histoplasma farciminosum)
- Parendomyces farciminosus
- Posadasia capsulata
- السكيراء السجقية (Saccharomyces farciminosus)
- المتعجرة المتمحفظة (Torulopsis capsulata)
- المتعجرة السجقية (Torulopsis farciminosa)
- Zymonema farciminosum

## معرض صور

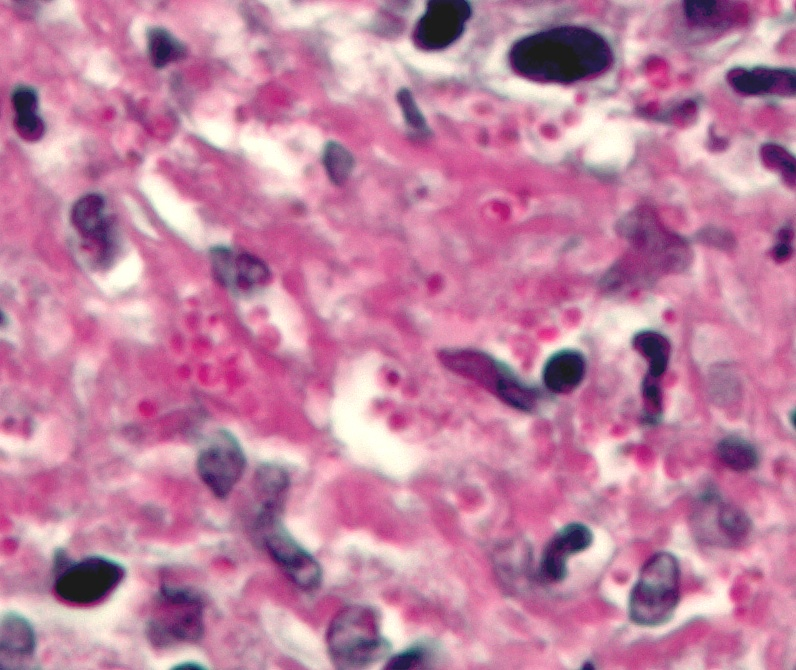
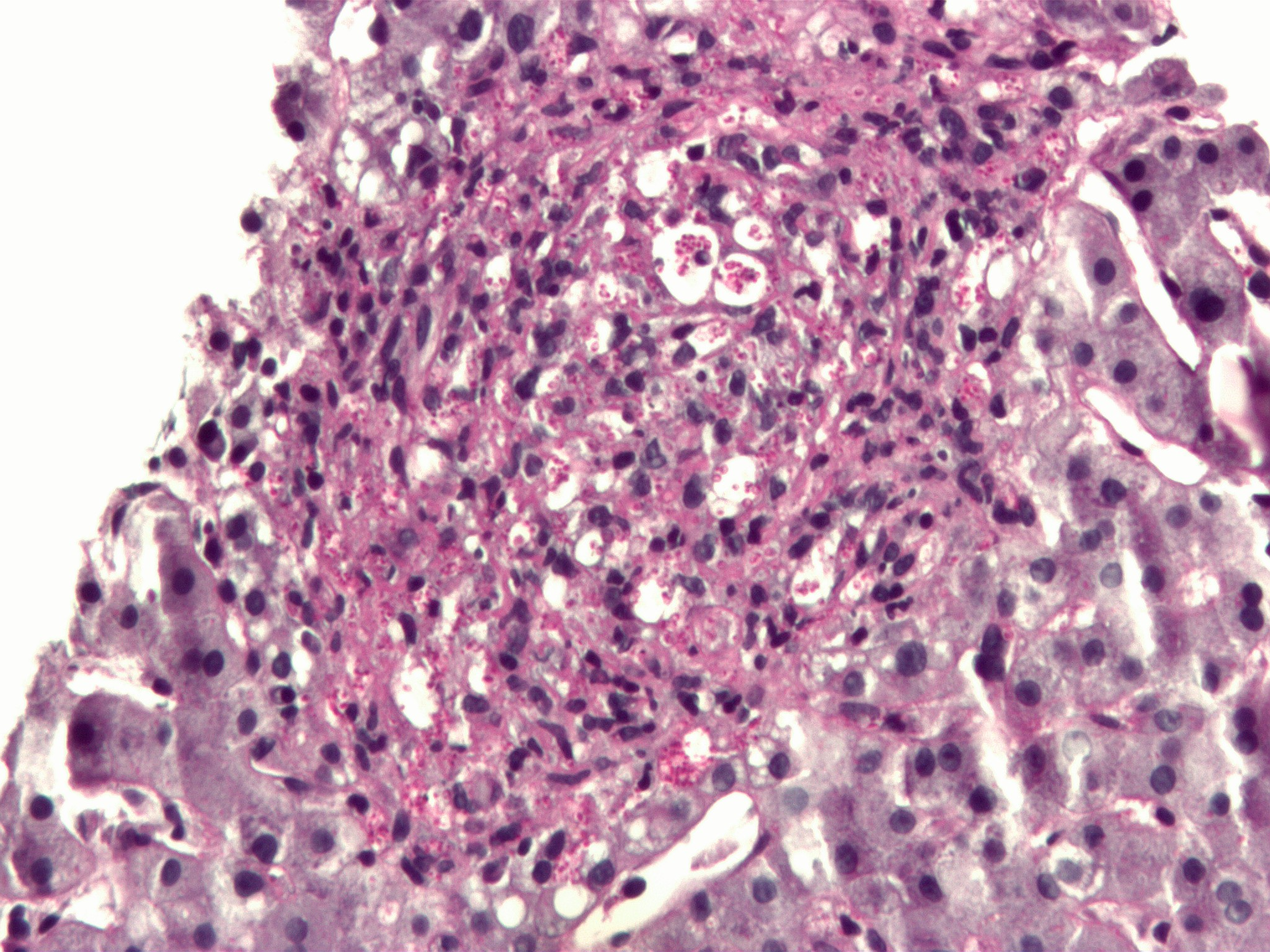
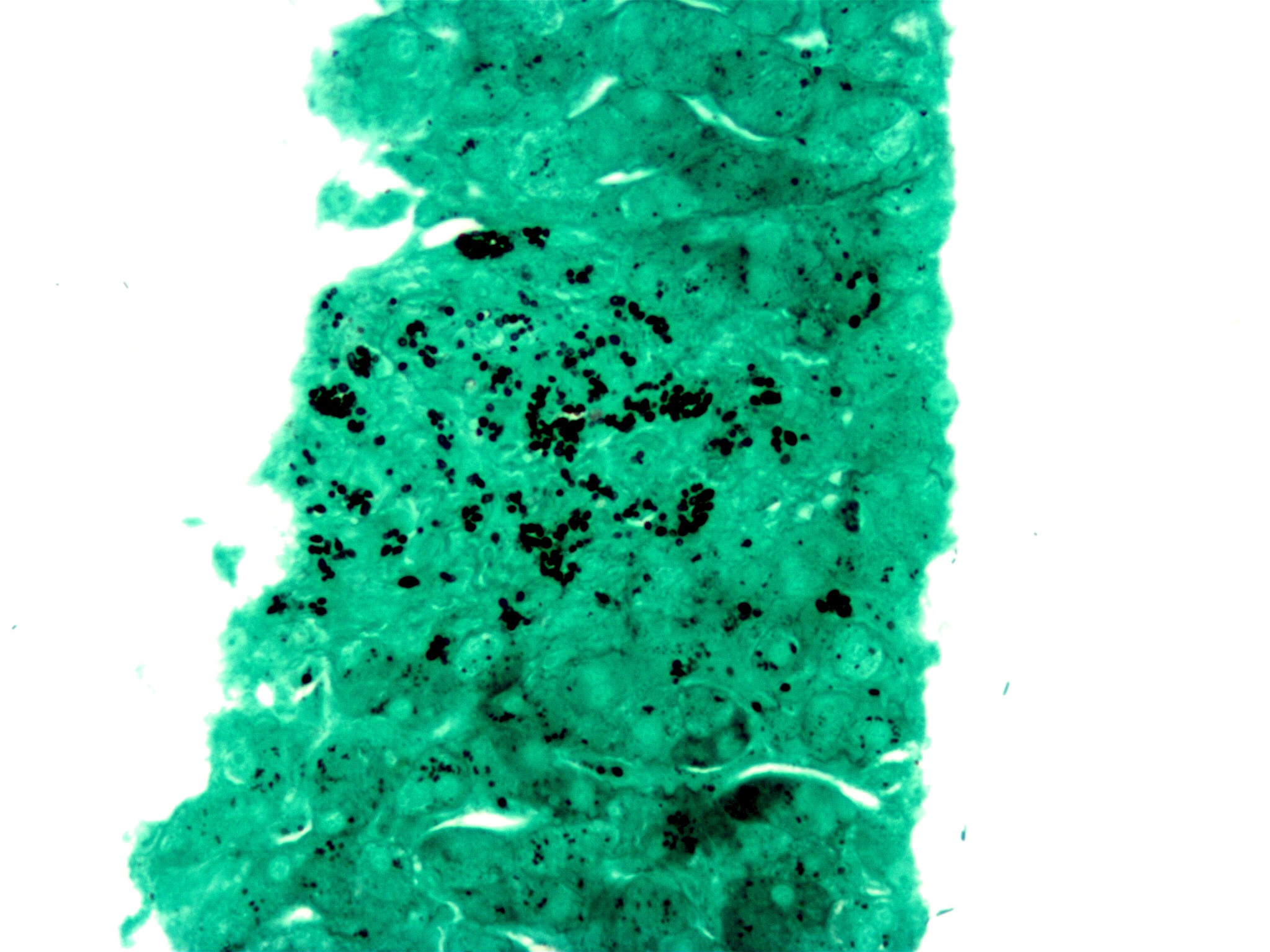
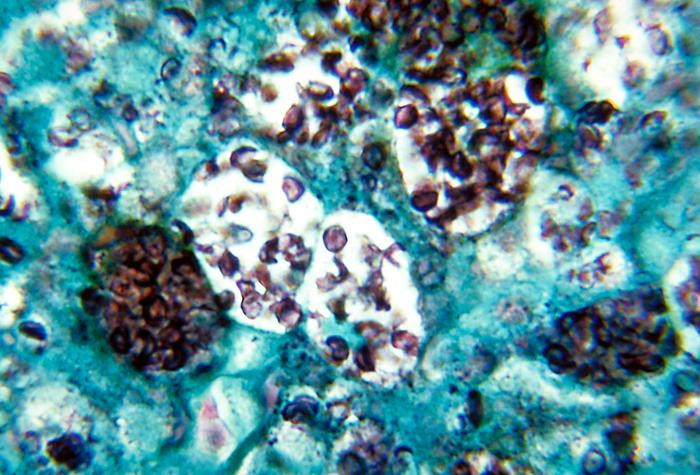